# Mike Lamb
Pour les articles homonymes, voir Lamb.
Michael Robert Lamb (né le 9 août 1975 à West Covina (Californie, États-Unis) est un joueur de baseball à la retraite. Il évolue dans la Ligue majeure de baseball au poste de joueur de troisième but de 2000 à 2008, ainsi qu'en 2010.
Il fait entre autres partie de l'équipe des Astros de Houston qui est championne de la Ligue américaine en 2005. Lamb est le premier joueur de l'histoire des Astros à frapper un coup de circuit en Série mondiale.

## Carrière
Mike Lamb joue pour les Titans de l'université d'État de Californie à Fullerton et est repêché à deux reprises par un club du baseball majeur. Après avoir ignoré l'offre des Twins du Minnesota, qui le réclament au 31e tour de sélection en 1996, il signe son premier contrat professionnel avec l'équipe qui le repêche au 7e tour en 1997, les Rangers du Texas. Lamb fait ses débuts dans les majeures le 23 avril 2000 et dispute les 4 premières saisons de sa carrière avec les Rangers. 
En février 2004, les Rangers le transfèrent aux Yankees de New York en échange d'un joueur de ligues mineures mais, avant le début de la saison 2004, il passe à la fin mars à un autre club du Texas, les Astros de Houston, contre un autre joueur des mineures. 
Lamb est le principal joueur de troisième but des Astros durant 4 saisons. Il se distingue notamment en 2004 avec une moyenne au bâton de ,288 et des records personnels de 14 coups de circuit et 58 points produits. En 2005, il réussit un circuit dans chacune des rondes éliminatoires auxquelles participent son équipe, y compris dans la Série mondiale 2005 perdue par les Astros aux mains des White Sox de Chicago. Son circuit frappé contre José Contreras le 22 octobre 2005 dans le premier match de la finale est le premier réussi par un joueur des Astros dans une Série mondiale.
En 2006, Lamb maintient une moyenne au bâton de ,307 en 126 matchs joués pour Houston.
Après avoir signé un contrat de deux ans avec les Twins du Minnesota, Lamb fait ses débuts avec cette équipe en 2008. Mais les Twins le congédient le 4 septembre en pleine course au championnat. Le lendemain, le joueur de troisième but signe avec les Brewers de Milwaukee, qu'il aide à participer aux séries éliminatoires pour la première fois depuis 1982.
Après la saison 2008, Lamb devient joueur autonome, mais a décidé de demeurer avec l'équipe pour 2009, signant une entente d'un an. Libéré de son contrat avant le début de la saison 2009 à la fin avril, il rejoint les Mets de New York quelques semaines plus tard, mais l'équipe ne l'utilise pas et Lamb passe l'année avec le club-école AAA du club, les Bisons de Buffalo.
En février 2010, Lamb accepte un contrat des ligues mineures offert par les Marlins de la Floride. Il y dispute ses derniers matchs dans les majeures.
En 975 parties jouées sur 10 saisons, Mike Lamb compte 746 coups sûrs, dont 132 doubles, 19 triples et 69 circuits. Sa moyenne au bâton en carrière s'élève à ,276 et sa moyenne de présence sur les buts à ,332. Il a amassé 349 points produits et 382 points marqués. En séries éliminatoires, il a frappé pour ,250 en 16 matchs disputés en 2004 et 2005, avec 10 coups sûrs, dont deux doubles et 5 circuits, 7 points produits et 7 points marqués. Sa moyenne de puissance de ,675 au cours de ces 16 parties éliminatoires est significativement plus élevée que celle de ,415 maintenue en saison régulière.